# Special Providence
A Special Providence egy magyar dzsesszzenekar.

## A zenekar története
A kvartettet 2004-ben a Liszt Ferenc Zeneművészeti Egyetem Jazz Tanszékének növendékei és a Kőbányai Zenei Stúdió együtt zenélő tagjai hozták létre. Műfaji korlátokat átlépő dallamos és energikus zenét játszanak. Merítenek a fúziós jazz, jazz-rock, a spirituális és progresszív zenék stiláris világából.
2007-ben megjelent első lemezük, a Space Café a Hunnia Records kiadásában. 2008-ban jelent meg a második lemezük Labyrinth címmel, amelynek nemzetközileg is elismerő sajtója volt. 2009 novemberében felléptek a London Jazz Festivalon, ami az egyik legjelentősebb európai esemény a dzsessz világában. 2010 óta a francia Musea cég 15 országban forgalmazza lemezeiket. A harmadik kiadvány 2010-ben egy DVD: Something Special, ami egy élő koncertfelvétel riportokkal és werkfilmmel lett kiegészítve. 2012-ben megjelent a harmadik stúdióalbum, a Soul Alert. 2014-ben Cséry Zoltán billentyűs helyét Kaltenecker Zsolt vette át.
A zenekar folyamatosan koncertezik itthon és külföldön is. Fellépnek jelentős hazai és külföldi fesztiválokon és más rangos helyeken. Meghívták őket az első magyarországi Jazz Showcase-re, amiről a Jazzwise magazin is elismerően írt. Együtt koncerteztek már világsztárokkal is (Jeff Andrews (amerikai), Étienne Mbappé (francia)).

## Tagok
Jelenlegi tagok
Markó Ádám – dob
Alek Darson – gitár
Kaltenecker Zsolt – billentyű
Fehérvári Attila – basszusgitár
Korábbi tagok
Cséry Zoltán – billentyű (2004-2014)
Bata István – basszusgitár
Kertész Márton – gitár (2004-2018)

## Diszkográfia
- Space Café (2007)
- Labyrinth (2008)
- Something Special (DVD, 2010)
- Soul Alert (2012)
- Essence of Change (2015)[3][4]
- Will (2017)